# Tatsuya Murao
Tatsuya Murao (født 26. marts 1988) er en tidligere japansk fodboldspiller.
Han har spillet for flere forskellige klubber i sin karriere, herunder FC Gifu.